# Бєльцький повіт
Бєльцький повіт (до 6 березня 1887 року — Ясський) — адміністративно-територіальна одиниця Бессарабської губернії. Утворений в 1818 році в складі Бессарабської області, а з 1873 року — губернії. Повітове місто — Бєльці.
Повіт займав північно-західну частину губернії. На півночі межував з Хотинським, на заході з Сороцьким, південному заході з Оргеєвським, півдні Кишинівським повітами Бессарабської губернії і на заході з Румунією. Площа повіту становила 4 871 версти² (5 543 км²).
Всіх населених пунктів в повіті було 539 (зокрема 204 селища і три містечка: Ришкановка, Скуляни і Фалешти).

## Адміністративний поділ
На 1912 рік до складу повіту входило 10 волостей і 4 стани:
- Болотинська волость — село Болотино;
- Белецько-Слободзейська волость — село Белецько-Слободзея;
- Глодянська волость — село Глодяни;
- Забричанська волость — село Забричани;
- Кишкаренська волость — село Кишкарени;
- Копачанська волость — містечко Ришкаловка;
- Корнештська волость — село Корнешти;
- Скулянська волость — містечко Скуляни;
- Унгенська волость — село Унгени;
- Фалеська волость — містечко Фалешти;
- 1 стан — Белецько-Слободзея;
- 2 стан — містечко Ришкаловка;
- 3 стан — містечко Фалешти;
- 4 стан — містечко Унгени;

## Населення
За даними етнографічної експедиції 1869—1870 років під керівництвом Павла Чубинського, в Яському повіті Бесарабської області проживало до 10 % українського населення.
Під час перепису населення Російської імперії 1897 року в повіті проживало 192 970 чоловік. З них 71 % були молдовани, 12,17 % — українці, 8,77 % — євреї, 5,43 % — росіяни, 1,06 % — німці, 0,46 % — поляки, 0,8 % — цигани.